# Pilarryggen
Pilarryggen är en bergstopp i Antarktis. Den ligger i Östantarktis. Norge gör anspråk på området. Toppen på Pilarryggen är 1 979 meter över havet.
Terrängen runt Pilarryggen är kuperad åt nordost, men åt sydväst är den platt. Trakten är obefolkad. Det finns inga samhällen i närheten. 